# Chama da Paixão
Chama da Paixão é a primeira coletânea da cantora brasileira Jane Duboc. Lançado em 1994 com o selo Continental Records, o álbum reúne músicas da fase romântica da cantora, e, inclusive, seu nome é o título de uma das canções mais conhecidas da cantora.
Além de "Chama da Paixão", destaque para os hits “Sonhos” e “Besame”. Segundo a revista Rolling Stone Brasil, "a interpretação de “Besame”, de Flávio Venturini, incluída na trilha da novela Vale Tudo (1988), é um dos pontos altos da trajetória de Jane Duboc".

## Faixas
| N.º | Título                                       | Compositor(es)                                             | Duração |  |
| 1.  | "Chama da Paixão"                            | Thomas Roth, Cido Bianchi                                  |         |  |
| 2.  | "Sonhos"                                     | Mauro Motta, Lincoln Olivetti, Robson Jorge                |         |  |
| 3.  | "Minas em mim"                               | Jane Duboc                                                 |         |  |
| 4.  | "Matinal"                                    | Édson Aquino                                               |         |  |
| 5.  | "Louco Amor"                                 | Cláudia Olivetti, Lincoln Olivetti, Robson Jorge           |         |  |
| 6.  | "Nossos Momentos (Wichita Lineman)"          | J. Webb / Versão: Rosana Hermann                           |         |  |
| 7.  | "Contos da Lua Vaga"                         | Márcio Borges, Beto Guedes                                 |         |  |
| 8.  | "Vem Pra Mim (Now and Forever) (You and Me)" | D. Foster, R. Goodrum, J. Vallace / Versão: Rosana Hermann |         |  |
| 9.  | "De Corpo Inteiro"                           | Luiz Fernando, Aécio Flávio                                |         |  |
| 10. | "Feliz"                                      | Cury, Jerry Adriani                                        |         |  |
| 11. | "Coração Vira-lata"                          | Aécio Flávio                                               |         |  |
| 12. | "Verdes Anos"                                | Ronaldo Bastos, Túlio Mourão                               |         |  |
| 13. | "Besame"                                     | Murilo Antunes, Flávio Venturini                           |         |  |
| 14. | "Bem Querer"                                 | Ricardo Magno, Tavito                                      |         |  |
| 15. | "Natural"                                    | Milton Nascimento, Fernando Brant                          |         |  |
| 16. | "Só Nós Dois"                                | Thomas Roth, Cido Bianchi                                  |         |  |